# Calixto Oyuela
Calixto Oyuela (Buenos Aires 3 de febrero de 1857- 12 de junio de 1935) fue un escritor, poeta y ensayista argentino. Curso estudios secundarios en el Colegio Nacional de Buenos Aires. Se doctoró en derecho y comenzó a trabajar como abogado, aunque pronto abandonó esta profesión y, desde 1884, estuvo dedicado a la docencia o enseñanza y a la crítica literaria. Fue profesor de literatura castellana y de literaturas de la Europa Meridional en la Universidad de Buenos Aires, y primer presidente, a partir de 1931, de la Academia de las Letras Argentinas. cargo que ocupó hasta su muerte. Así como presidente del Ateneo de Buenos Aires. Fue miembro correspondiente a la Real Academia Española. Defendió el clasicismo español, aunque sin despreciar por ello rígidamente toda otra literatura. Se desempeñó como director en el Conservatori Labardén, un instituto privado de enseñanza artística, fundado en 1907 por Gregorio de Laferrère.
Viajó por diversos países de Europa, en los que se instaló como miembro del cuerpo diplomático argentino. Fue un destacado erudito y una de las cabezas visibles de la renovación cultural de la Argentina.
Tradujo obras de Leopardi, Shelley y Swinburne, y escribió, entre otros trabajos: Estudio sobre la vida y escritos del eminente poeta catalán Manuel de Cabanyes; Crónicas dramáticas; Elementos de teoría literaria; Estudios y artículos literarios. Autor de una copiosa obra poética, publicó asimismo numerosos estudios de la crítica literaria sobre la obra de Andrés Bello, Menéndez y Pelayo, Rubén Darío y los poetas gauchescos de la Argentina. También escribió Cantos, Nuevos Cantos y su libro póstumo Poetas hispanoamericanos.

## Obras
| - Noche de Luna - Eros - Canta a la patria en su primer centenario - Elegías | - "Canto al arte" (1881) - Cantos (1891) - Nuevos cantos (1905) - Cantos de otoño (1924) - Cantos nocturnos (1933) |

### Prosa
- Crónicas dramáticas (1884)
- Elementos de teoría literaria (1885)

- Estudios y artículos literarios (1889)
- España (1889)
- Canto a la patria en su primer centenario (1910)
- Estudios literarios (1915)
- Antología poética hispanoamericana (1919, Premio Nacional de Literatura).